# Молотковская улица
Молотко́вская — одна из улиц Великого Новгорода. Находится на Торговой стороне, на территории исторического Плотницкого конца.
Проходит с юга на север, от Фёдоровского ручья до вала Окольного города (улица Панкратова). Протяжённость 670 м.
Образовалась в конце XVIII века в результате перепланировки Новгорода. Как место упоминается в летописи под 6707 (1199) годом. Как улица — под 1535/1536 годом. До конца XVIII века на Молотковской находился Михалицкий Молотковский монастырь. Улица проходила от него до берега Волхова.
Название получила от проживавших в этой части города ремесленников.
Пересекается с улицами Герасименко-Маницына, Щитной, Черемнова-Конюхова.
Застроена частными и многоквартирными домами. На ней находятся церковь Рождества Богородицы на Михалице и церковь Михаила Малеина на Михалице с трапезной и колокольней, принадлежащие новгородской общине староверов-поморцев.